# Bert Tischendorf
Bert Tischendorf (ur. 21 grudnia 1979 w Schwerin) – niemiecki aktor teatralny, filmowy i telewizyjny. 
Uczęszczał do szkoły sportowej w Schwerin. W 1998 roku zdał maturę. W latach 2001–2004 studiował aktorstwo w Hochschule für Schauspielkunst „Ernst Busch“ Berlin (HFS). Pierwszy raz szerszej publiczności pokazał się ostatecznie w serii ProSieben 18 - Allein unter Mädchen (2004–2005), gdzie zagrał jedną z czterech głównych ról. 
W 2004 roku debiutował na scenie Staatstheater Cottbus w spektaklu Skoki na bungee. W latach 2005–2009 był związany z teatrem we Frankfurcie nad Menem. 

## Filmografia
- 2002: In einer Nacht wie dieser jako Fredo
- 2004–2005: 18 – Allein unter Mädchen jako Leo
- 2006: Krąg miłości (Familie Dr. Kleist) jako Jens Körner
- 2009: Geld.Macht.Liebe
- 2010: Die Wanderhure jako Michel Adler
- 2010: Countdown – Die Jagd beginnt jako Tim Marek
- 2011: Beate Uhse - Prawo do miłości (Beate Uhse – Das Recht auf Liebe) jako dr Rath
- 2011: Isenhart – Die Jagd nach dem Seelenfänger
- 2012: Zemsta nierządnicy (Die Rache der Wanderhure) jako Michel Adler
- 2012: Kobra – oddział specjalny (Alarm für Cobra 11 – Die Autobahnpolizei) jako Simon Brandner
- 2012: Der letzte Bulle jako Robert Wilms
- 2012: München 1972 – Vom Traum zum Terror
- 2012: Das Vermächtnis der Wanderhure jako Michel Adler
- 2013: Drei in einem Bett jako Simon Schnell
- 2013: Doc meets Dorf jako Falk